# Osztálytestelmélet
Az osztálytestelmélet a matematika, azon belül az algebrai számelmélet egyik részterülete, ami bizonyos testek Abel-bővítéseinek leírásával foglalkozik. (Egy Abel-bővítés olyan Galois-bővítés, aminek a Galois-csoportja Abel-csoport.) A racionális számok esetében az Abel-bővítéseket a Kronecker–Weber-tétel írja le; az osztálytestelmélet egyik motivációja ennek kiterjesztése minden számtestre, azaz a racionális számok véges bővítéseire. Az elmélet részét képezik továbbá bizonyos reciprocitási tételek, amiket a kvadratikus reciprocitási tétel általánosításaiként is fel lehet fogni, bár az előbbi és utóbbi közötti kapcsolat elsőre nem magától értetődő.
A lokális osztálytestelmélet lokális testek Abel-bővítéseit vizsgálja; ebből a lokál-globál elven keresztül lehet eljutni a globális testek bővítéseit leíró globális osztálytestelmélethez. Ez a két eset, tehát a lokális illetve globális elmélet klasszikusnak tekinthető. Az elmélet bizonyos elemei kiterjeszthetők magasabb dimenziós lokális testekre: ez a magasabb osztálytestelmélet. Léteznek továbbá algebrai geometriai megfelelők is, ezekkel a geometriai osztálytestelmélet foglalkozik. Nem feltétlenül Abel-bővítések esetében az elmélet jelentősen bonyolultabbá válik: részben ezzel a kérdéssel foglalkozik a Langlands-elmélet.

## Lokális osztálytestelmélet
A lokális osztálytestelmélet lokális testek Abel-bővítéseinek leírásával foglalkozik. Két fő tétele a reciprocitási tétel és az egzisztenciatétel. Ezek bizonyítása történhet az adott lokális test Tate-kohomológiájának vizsgálatán vagy a Lubin–Tate formális csoportok elméletén keresztül; ez a két bizonyítási mód egymástól független. A kohomologikus megközelítés előnye az absztrakt tárgyalásmód, a Lubin–Tate-féle megközelítés pedig valamivel explicitebb konstrukciót tesz lehetővé.
Reciprocitási tétel. Ha K egy lokális test, és L/K egy Abel-bővítés, akkor létezik egy
{\displaystyle 1\to N_{L/K}(L^{\times })\to K^{\times }\xrightarrow {(-,L/K)} \mathrm {Gal} (L/K)\to 1}
rövid egzakt sorozat, ahol {\displaystyle N_{L/K}} a norma, {\displaystyle (-,L/K)} pedig az úgynevezett norma-maradékszimbólum. A norma-maradékszimbólum funktoriális.
A reciprocitási tétel tehát megad egy izomorfizmust az {\displaystyle L/K} Abel-bővítés Galois-csoportja és a {\displaystyle K^{\times }/N_{L/K}(L^{\times })} faktorcsoport között. Ezzel részben leírja a K lokális test Abel-bővítéseit, ugyanakkor nem válaszolja meg azt a kérdést, hogy mely csoportok állnak így elő. Erről szól a következő tétel:
Egzisztenciatétel. Az {\displaystyle L\mapsto N_{L/K}(L^{\times })} leképezés egy tartalmazásváltó izomorfizmus a K lokális test Abel-bővítései és a K-beli normacsoportok hálói között. (A normacsoportok a {\displaystyle K^{\times }} multiplikatív csoport azon részcsoportjai, amelyek {\displaystyle N_{F/K}(F^{\times })} alakúak valamely {\displaystyle F/K} normális bővítésre.) Egy normacsoportot tartalmazó részcsoport is normacsoport, és {\displaystyle K^{\times }} normacsoportjai pontosan a véges indexű nyílt részcsoportok.

## Globális osztálytestelmélet
A globális osztálytestelmélet a globális testek Abel-bővítéseit írja le. Az elmélet állításait technikai szempontból természetes a test idèle-eire vonatkozóan megfogalmazni. Emellett létezik az elméletnek egy klasszikus ideálelméleti megfogalmazása is: ez ugyan kevésbé természetes, viszont elemibb tárgyalásmódot tesz lehetővé.

### Idèle-elméleti megközelítés
Ehhez a tárgyalásmódhoz először szükséges bevezetni az idèle osztálycsoport fogalmát. Ha K egy globális test és v a K egy helye, akkor jelölje Kv a v-nél vett teljessé tételt. Jelölje Uv a Kv egységcsoportját: nemarchimédeszi v esetén ez az értékelésgyűrű egységeinek {\displaystyle {\mathcal {O}}_{K_{v}}^{\times }} csoportja, arkhimédeszi v-re pedig {\displaystyle K_{v}^{\times }}. A K test idèlecsoportja a következő:
{\displaystyle J_{K}=\left\{(\ldots ,x_{v},\ldots )\in \prod _{v}K_{v}^{\times }:x_{v}\in U_{v}{\text{ majdnem minden }}v{\text{-re}}\right\}},
azaz JK a {\displaystyle K_{v}^{\times }} csoportok megszorított direkt szorzata az {\displaystyle U_{v}} csoportokra nézve. A {\displaystyle K^{\times }\hookrightarrow K_{v}\times } beágyazások indukálnak egy {\displaystyle K^{\times }\hookrightarrow J_{K}} beágyazást; ennek képe a főidèlecsoportja. A CK idèle osztálycsoport az ezzel vett hányadoscsoport, azaz {\displaystyle C_{K}=J_{K}/K^{\times }}.
Reciprocitási tétel. Ha L/K globális testek egy Abel-bővítése, akkor az
{\displaystyle 1\to N_{L/K}(C_{L})\to C_{K}\xrightarrow {(-,L/K)} \mathrm {Gal} (L/K)\to 1}
sorozat rövid egzakt, ahol {\displaystyle C_{L}} illetve {\displaystyle C_{K}} az L illetve K idèle osztálycsoportja. Az {\displaystyle (-,L/K)} norma-maradékszimbólum funktoriális, és érvényes rá a Hasse-elv, azaz egyértelműen megfelel az L/K globális bővítéshez tartozó lokális bővítésekhez rendelt norma-maradékszimbólumok kollekciójának.
Egzisztenciatétel. Az {\displaystyle L\mapsto N_{L/K}(C_{L})} egy tartalmazásváltó izomorfizmus a K globális test Abel-bővítései és a {\displaystyle C_{K}}-beli normacsoportok hálói között. Az idèle osztálycsoport normacsoportjai pontosan a véges indexű zárt részcsoportok.

### Ideálelméleti megközelítés
Ez a megközelítés a számtestek divizorainak fogalmát használja. A K számtest egy divizora egy egész ideál és arkhimédeszi helyek egy négyzetmentes szorzatának formális szorzata, azaz egy {\displaystyle {\mathfrak {M}}=\prod {\mathfrak {p}}_{i}^{e_{i}}\cdot \prod w_{j}} szorzat, ahol {\displaystyle {\mathfrak {p}}_{i}} prímideálok, ei nemnegatív egészek és wj különböző végtelen helyek; az egyes szorzatok akár üresek is lehetnek.
Egy {\displaystyle {\mathfrak {M}}} divizor általánosított osztálycsoportja az {\displaystyle I_{\mathfrak {M}}/P_{\mathfrak {M}}} hányadoscsoport. Itt {\displaystyle I_{\mathfrak {M}}} az {\displaystyle {\mathfrak {M}}}-hez relatív prím törtideálok Abel-csoportja, 
{\displaystyle P_{\mathfrak {M}}=\{\alpha {\mathcal {O}}_{K}:\forall i:\alpha -1\in {\mathfrak {p}}_{i}^{e_{i}},\forall w_{j}{\text{ valós}}:\alpha >0\}},
azaz {\displaystyle P_{\mathfrak {M}}} azon {\displaystyle \alpha {\mathcal {O}}_{K}} törtideálokból álló részcsoport, amik kongruensek 1-gyel moduló {\displaystyle {\mathfrak {p}}_{i}^{e_{i}}}, és {\displaystyle \alpha } pozitív minden valós wj-hez tartozó beágyazás alatt.
Reciprocitási tétel. Ha {\displaystyle L/K} egy véges Abel-bővítés, akkor létezik a K testnek egy {\displaystyle {\mathfrak {f}}} divizora (a minimális ilyen {\displaystyle {\mathfrak {f}}}-et a bővítés kondoktorának nevezik), hogy
- Egy véges vagy végtelen prím akkor és csak akkor ágazik el {\displaystyle L/K}-ban, ha osztja {\displaystyle {\mathfrak {f}}}-et.
- Ha {\displaystyle {\mathfrak {M}}} a K egy divizora és {\displaystyle {\mathfrak {f}}\mid {\mathfrak {M}}}, akkor létezik {\displaystyle I_{\mathfrak {M}}}-nek egy H részcsoportja úgy, hogy {\displaystyle P_{\mathfrak {M}}\subseteq H\subseteq I_{\mathfrak {M}}} és {\displaystyle I_{\mathfrak {M}}/H\simeq \mathrm {Gal} (L/K)}, ahol az izomorfizmust az úgynevezett Artin-leképezés adja meg. Sőt H konkrétan megadható mint {\displaystyle H=P_{\mathfrak {M}}N_{L/K}(I_{\mathfrak {M}}(L))}.[15]

Egzisztenciatétel. Ha {\displaystyle {\mathfrak {M}}} a K egy divizora és H az {\displaystyle I_{\mathfrak {M}}} egy részcsoportja úgy, hogy {\displaystyle P_{\mathfrak {M}}\subseteq H\subseteq I_{\mathfrak {M}}}, akkor egyértelműen létezik egy {\displaystyle L/K} Abel-bővítés, ami legfeljebb az {\displaystyle {\mathfrak {M}}}-et osztó prímekben ágazik el, {\displaystyle H=P_{\mathfrak {M}}N_{L/K}(I_{\mathfrak {M}}(L))} és {\displaystyle I_{\mathfrak {M}}/H\simeq \mathrm {Gal} (L/K)}.

## Magasabb osztálytestelmélet
A lokális test fogalma általánosítható a következőképpen. Emlékeztetőül, egy lokális test olyan diszkréten értékelt teljes test, aminek a maradékteste véges. Ezt az 1-dimenziós esetnek tekintve, a fogalom induktív módon általánosítható: egy n-dimenziós lokális test olyan diszkréten értékelt teljes test, aminek a maradékteste egy {\displaystyle n-1} dimenziós lokális test. (Speciálisan a véges testek tekinthetők nulla dimenziós lokális testnek.)
A magasabb lokális osztálytestelméletben a test multiplikatív csoportjának szerepét az n-edik Milnor K-csoport veszi át. (Ez valóban kiterjeszti az egydimenziós esetet, mert egy test első Milnor K-csoportja a test multiplikatív csoportja.) Megfogalmazható mind a reciprocitási, mind az egzisztenciatétel általánosítása erre az esetre. Az elmélet alapjait egymástól függetlenül Kato és Parsin fektették le az 1970-es években.